# Jutta Hipp at the Hickory House
Albums de Jutta Hipp
Jutta Hipp with Zoot Sims
(5 avril 1956)
Jutta Hipp at the Hickory House est le titre de deux albums de jazz (volume 1 et volume 2) enregistrés en 1956 par la pianiste allemande Jutta Hipp, avec le contrebassiste Peter Ind et le batteur Ed Thigpen.

## Historique

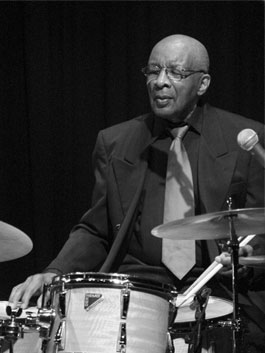
Ed Thigpen.

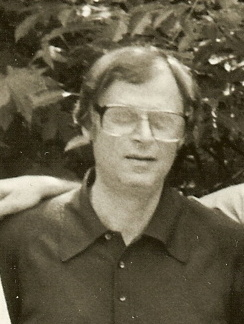
Rudy Van Gelder.

### Contexte
Jutta Hipp apprend le jazz durant la Seconde Guerre mondiale en écoutant des airs de jazz joués sur les stations de radio des Alliés, qui étaient interdites d'écoute. 
Après une carrière jazz en Allemagne de l'Ouest de 1946 à 1955,,, elle est découverte en 1954 par le critique musical de jazz et producteur de disques anglo-américain Leonard Feather, qui estime qu'elle est de classe mondiale et la convainc à la fin de l'année 1955 à immigrer aux États-Unis. 
Jutta Hipp s'installe à New York en novembre 1955 et Feather la fait engager en mars 1956 au club de jazz Hickory House de New York où elle joue pendant 6 mois,,.
Par l'intermédiaire de l'agence de Feather, trois disques sont publiés en 1956 sur le label Blue Note : Jutta Hipp with Zoot Sims et deux volumes de Jutta Hipp at the Hickory House,,,,.
Jutta Hipp devient la première musicienne de jazz européenne (et la deuxième musicienne blanche) à obtenir un contrat avec Blue Note,,.

### Enregistrement et production
La session est enregistrée par Rudy Van Gelder le 5 avril 1956 au club Hickory House à New York aux États-Unis,,,,.
Rudy Van Gelder était un ingénieur du son spécialisé dans le jazz, considéré comme l'un des meilleurs ingénieurs de l'histoire de l'enregistrement, dont on estime qu'il a enregistré et mixé plus de 2 000 albums.
Les deux albums Jutta Hipp at the Hickory House (volumes 1 et 2) sont produits par le fondateur du légendaire label de jazz Blue Note, Alfred Lion, ou Alfred Loew de son vrai nom, un producteur né en Allemagne en 1908 qui voyagea aux États-Unis en 1930 et s'y établit en 1938 pour fuir l'Allemagne nazie,,.

### Publication
La session d'enregistrement est publiée en 1956 sous la forme de deux disques vinyle long play (LP) sur le label Blue Note sous les références Blue Note BLP 1515 et BLP 1516,,,.
La notice du LP original (original liner notes) est de la main de Leonard Feather, un pianiste, compositeur et producteur de jazz d'origine britannique qui a longtemps été l'auteur le plus lu et le plus influent en matière de jazz.
La photographie est l'œuvre de Francis Wolff, un producteur et photographe né en 1908 en Allemagne et émigré aux États-Unis en 1939, ami d'enfance d'Alfred Lion, le fondateur du label Blue Note, dont Wolff partageait la direction avec Lion,.
La conception graphique de l'album est l'œuvre de Reid Miles, un photographe et designer américain né en 1927 et recruté en 1955 par Francis Wolff pour Blue Note, pour lequel il réalisa des centaines de pochettes d'albums et développa « un langage graphique vraiment unique et caractéristique » en intégrant soit des photos de Wolff soit ses propres photos, en faisant de la monochromie un art et en jouant avec les typographies jusqu'à envahir de lettres les couvertures des albums,.

### Rééditions
Les albums Jutta Hipp at the Hickory House sont réédités à plusieurs reprises en LP des années 1970 aux années 2010 par le label Blue Note,.
À partir de 1995, ils sont publiés en CD, toujours par Blue Note,.

## Accueil critique
Le site AllMusic attribue 4 étoiles à chacun des deux volumes de Jutta Hipp at the Hickory House,. 
Le critique musical Stephen Thomas Erlewine d'AllMusic ne tarit pas d'éloges envers l'album : « Jutta Hipp at the Hickory House propose une collection très attrayante de jazz small-combo légèrement swing qui puise aussi bien dans le hard bop que dans le soul jazz. Le jeu de Jutta Hipp possède un côté mélodieux émouvant, ce qui le rend attachant et agréable. La section rythmique de Peter Ind et Ed Thigpen reste largement à l'écart, laissant Hipp dicter le tempo et l'humeur des morceaux, et elle a le don de créer des interprétations communicatives et swingantes de standards de jazz et de pop qui sont agréables et faciles à écouter. Le volume 1 contient des morceaux fondamentaux tels que Dear Old Stockholm, Billie's Bounce, Mad About the Boy, Ain't Misbehavin' et These Foolish Things, qui sont tous interprétés avec verve et style, faisant de ce disque un merveilleux petit bijou ». Il est tout aussi enthousiaste à propos du volume 2 : « Le volume 2 est un autre album de soul jazz swinguant très agréable ».
Pour le blog Collecting Blue Notes CD « La musique est vive et légère, jouée avec un simple trio piano-basse-batterie. C'est agréable, plein d'entrain et parfois bluesy. Hipp a un toucher agréable, se déplaçant facilement de haut en bas du clavier, avec des fioritures et des tours charmants. En résumé, Jutta Hipp at the Hickory House est le genre de disque qui vous fait sourire, vous fait balancer la tête en rythme avec le piano et vous fait sentir que tout va bien dans le monde ».

## Liste des morceaux

### Volume 1
| No  | Titre                | Auteur                                     | Durée |
| --- | -------------------- | ------------------------------------------ | ----- |
| 1.  | Take Me In Your Arms | Fred Markush                               |       |
| 2.  | Dear Old Stockholm   | chanson traditionnelle suédoise            |       |
| 3.  | Billie's Bounce      | Charlie Parker                             |       |
| 4.  | I'll Remember April  | Gene DePaul / Patricia Johnston / Don Raye |       |
| 5.  | Lady Bird            | Tadd Dameron                               |       |
| 6.  | Mad About The Boy    | Noël Coward                                |       |
| 7.  | Ain't Misbehavin'    | Fats Waller / Harry Brooks / Andy Razaf    |       |
| 8.  | These Foolish Things | Harry Link / Holt Marvell / Jack Strachey  |       |
| 9.  | Jeepers Creepers     | Johnny Mercer / Harry Warren               |       |
| 10. | The Moon Was Yellow  | Edgar Leslie, Fred Ahlert                  |       |

### Volume 2
| No  | Titre                   | Auteur                                           | Durée |
| --- | ----------------------- | ------------------------------------------------ | ----- |
| 1.  | Gone With The Wind      | Herbert Magidson / Allie Wrubel                  | 4:50  |
| 2.  | After Hours             | Erskine Hawkins / Avery Parrish                  | 4:40  |
| 3.  | The Squirrel            | Tadd Dameron                                     | 3:46  |
| 4.  | We'll Be Together Again | Carl Fischer / Frankie Laine                     | 3:15  |
| 5.  | Horacio                 | Jutta Hipp                                       | 3:20  |
| 6.  | I Married An Angel      | Lorenz Hart / Richard Rodgers                    | 4:24  |
| 7.  | Moonlight In Vermont    | John Blackburn / Karl Suessdorf                  | 3:24  |
| 8.  | Star Eyes               | Gene DePaul / Don Raye                           | 4:01  |
| 9.  | If I Had You            | Jimmy Campbell / Reginald Connelly / Ted Shapiro | 3:54  |
| 10. | My Heart Stood Still    | Lorenz Hart / Richard Rodgers                    | 4:21  |

## Musiciens
- Jutta Hipp : piano
- Peter Ind : contrebasse
- Ed Thigpen : batterie